# Poul Levin
Poul Thedor Levin, född den 17 juni 1869 i Köpenhamn, död där den 29 oktober 1929, var en dansk författare och journalist.
Levin för 1910-29 redaktör för Tilskueren och en av sin tids mest förstående litterära kritiker. Som litteraturhistoriker sysslade Levin främst med Frankrike. Bland hans verk märks Victor Hugo (1901-02) och Den naturalistiske Roman (1907). Dessutom skildrade Levin i en rad tekniskt ypperliga skådespel den köpenhamnska bourgeoisien.